# Патриархи Коптской православной церкви
Папа Александрийский и Патриарх Престола святого Марка во всей Африке и на Ближнем Востоке — титул предстоятеля Коптской православной церкви.

## Схизма (535 год)
| Группа Феодосианцев - Феодосий I (9 февраля 535 — 19 или 22 июня 566) - вакансия - Петр IV (575—19 июня 578) - Дамиан (578—12 июня 607) - Анастасий (607 — 19 декабря 619) - Андроник (619—6 января 626) - Вениамин I (январь 626 — 3 января 665) - Агафон (665 — 13 октября 681) - Иоанн III (681 — 29 октября 689) - вакансия - Исаак (690—692) - Симон I (692—18 июля 700) - кафедра вакантна (три года и 10 месяцев) | Группа Юлианистов - Гайана (10 февраля 535 — май/июнь 535) - Элпидиос (? — 565) - Доротеос (565 — после 580) - вакансия - Мина (634) - вакансия - Феодор (ок 695) - вакансия - раскол преодолён | большинством избрание не признано - Феодор (575—587) |

## Патриархи Александрийскиес 704 года
- Александр II (25 апреля 704 — 1 февраля 729)
- Косьма I (март 729 — 24 июня 730)
- Феодор I (Феодосий II) (730 август — 1 февраля 742)
- кафедра вакантна (один год)
- Хаил (Михаил) I (15 сентября 743 — 12 марта 767)
- Мина I (767 — 27 декабря 775)
- Иоанн IV (12 января 776 — 11 января 799)
- Марк II (III) (27 января 799 — 17 апреля 819)
- Иаков (июнь 819 — 8 февраля 830)
- Симон II (17 апрель — 30 сентября 830)
- кафедра вакантна (один год и 47 дней)
- Иосиф (Иосаб) I (18 ноября 831 — 20 октября 849)
- Хаил II (20 ноября 849 — 17 апреля 851)
- Косьма II (8 июля 851 — 17 ноября 858)
- Санифиос (Шенуда) I (8 января 859 — 19 апреля 880)
- Михаил I (III) (880 — 7 марта 907)
- кафедра вакантна (четыре года)
- Гавриил I (май 910 — 15 февраля 921)
- Косьма III (921 апреля — 27 марта 933)
- Макарий I (933—953)
- Феофан (953 июня 19 — 6 декабря 956)
- Менас II (956 — 11 ноября 974)
- кафедра вакантна (десять месяцев)
- Ефрем (19 сентября 975 — 2 декабря 978)
- Филофей (28 марта 979 — 9 ноября 1003)
- Захария (1004 января 16 — 4 января 1032)
- Санифиос (Шенуда) II (19 марта 1032 — 29 октября 1046)
- кафедра вакантна (один год и месяцев)
- Христодул (декабрь 1047 — 10 декабря 1077)
- Кирилл II (13 марта 1078 — 6 июня 1092)
- Михаил II (IV) (9 ноября 1092 — 25 мая 1102)
- Макарий II (9 ноября 1102 — 19 декабря 1128)
- кафедра вакантна (два года и 2 месяца)
- Гавриил II (3 февраля 1131 — апрель 1145)
- Михаил III (V) (25 июля 1145 — 29 марта 1146)
- Иоанн V (25 августа 1146 — 29 апреля 1166)
- Марк III (IV) (12 июня 1166 — 1 января 1189)
- Иоанн VI (29 января 1189 — 7 января 1216)
- кафедра вакантна (девятнадцать лет, 5 месяцев и 10 дней)
- Кирилл III (17 июня 1235—1243 марта 10)
- кафедра вакантна (семь лет и 7 месяцев)
- Анастасий III (12 октября 1250 — 27 ноября 1261)
- Иоанн VII (1 января 1262 — 21 октября 1268)
- Гавриил III (21 октября 1268 — 1 января 1271), низложен
- Иоанн VII (1 января 1271 — 21 апреля 1293), вторично
- Феодосий II (4 июля 1294 — 1 января 1300)
- Иоанн VIII (январь 1300 — 29 мая 1320)
- Иоанн IX (28 сентября 1320 — 18 марта 1327)
- Вениямин II (10 мая 1327 — 6 января 1339)
- Петр V (2 января 1340 — 8 июля 1348)
- Марк IV (V) (5 августа 1348 — 31 января 1363)
- Иоанн X (30 апреля или 7 мая 1363 — 13 июля 1369)
- Гавриил IV (6 января 1370 — 28 апреля 1378)
- Матфей I (25 июля 1378 — 4 января 1408)
- Гавриил V (21 апреля 1409 — 4 января 1428)
  - Михаил (VI) (12 марта 1427 — мая 1427), антипатриарх
- Иоанн XI (11 мая 1428 — 4 мая 1453)
- Матфей II (1453—1466)
- Гавриил VI (1466—1475)
- Михаил IV (VII) (1477—1478)
- Иоанн XII (1480—1483)
- Иоанн XIII (1483—1524)
- кафедра вакантна (два года)
- Гавриил VII (1526—1569)
- кафедра вакантна (четыре года)
- Иоанн XIV (1573—1589)
- Гавриил VIII (1590—1603)
- кафедра вакантна (семь лет)
- Марк V (VI) (1610—1621?)
- Иоанн XV (1621? — 1631?)
- Матфей III (1631? — 1645?)
- Марк VI (VII) (1645? — 1660)
- Матфей IV (1660—1676)
- Иоанн XVI (1676—1718)
- Петр VI (1718—1726)
- Иоанн XVII (1727—1745)
- Марк VII (VIII) (1745—1770)
- Иоанн XVIII (1770—1797)
- Марк VIII (IX) (1797—1810)
- Петр VII (1810—1852)
- кафедра вакантна (два года)
- Кирилл IV (1854 — 30 января 1861)
- Димитрий II (июнь 1862 — февраль 1870)
- кафедра вакантна (четыре года)
- Кирилл V (1 ноября 1874 — 1 июля 1928)
  -  ? Кирилл (VI) (1899—1908), отрекся от престола?
- Иоанн XIX (январь 1929 — 21 июня 1942)
- кафедра вакантна (два года)
- Макарий III (13 февраля 1944 — август 1945)
- кафедра вакантна (по меньшей мере шесть месяцев)
- Иосиф (Иосаб) II (12 июня 1946 — 13 ноября 1956)
- кафедра вакантна (три года)
  - Михаил, митрополит Асьютский (местоблюститель)
  - Агапий, митрополит Дейрутский (местоблюститель)
  - Коскам, митрополит Минуфийский (местоблюститель)
  - Вениамин, митрополит Минуфийский (местоблюститель)
- Кирилл VI (Кироллос) (3 мая 1959 — 9 марта 1971)
- кафедра вакантна (восемь месяцев)
  - Макарий, митрополит, местоблюститель
- Санифиос (Шенуда III) (31 октября 1971 — 17 марта 2012)
  - Максимос I[араб.] (Макс Мишель Ханна) (с июня 2006), антипапа[1]
- кафедра вакантна (восемь месяцев)
  - Пахомий, митрополит Бухейры (местоблюститель)
- Феодор II (Тавадрус II) (избран 4 ноября 2012)[2].